# Dunaff Head
Dunaff Head är en udde i republiken Irland.   Den ligger i grevskapet County Donegal och provinsen Ulster, i den norra delen av landet, 230 km norr om huvudstaden Dublin.
Terrängen inåt land är kuperad åt sydost, men västerut är den platt. Havet är nära Dunaff Head åt nordväst. Runt Dunaff Head är det ganska glesbefolkat, med 31 invånare per kvadratkilometer. Närmaste större samhälle är Buncrana, 17,0 km söder om Dunaff Head. Trakten runt Dunaff Head består i huvudsak av gräsmarker.